# École supérieure d'informatique, électronique, automatique
Fundada em 1958, a École supérieure d'informatique, électronique, automatique (ou ESIEA) é uma escola de engenharia, instituição de ensino superior localizada na cidade do Ivry-sur-Seine, França, perto do campus da Institut polytechnique des sciences avancées.

## Laboratórios e centros de investigação
- Digital Confiança e segurança
- Data Robotics Aprendizagem
- Interações Digital Saúde Handicap
- Arte e Pesquisa Digital